# Янівська волость (Чернігівський повіт)
Янівська волость — історична адміністративно-територіальна одиниця Чернігівського повіту Чернігівської губернії з центром у селі Янівка.
Станом на 1885 рік складалася з 14 поселень, 15 сільських громад. Населення — 7874 особи (3856 чоловічої статі та 4018 — жіночої), 1354 дворових господарства.
|                     | Площа, десятин | У тому числі орної, дес. |
| ------------------- | -------------- | ------------------------ |
| Сільських громад    | 11941          | 8460                     |
| Приватної власності | 6680           | 3638                     |
| Казенної власності  | 1              | —                        |
| Іншої власності     | 2186           | 352                      |
| Загалом             | 20808          | 12450                    |

Основні поселення волості:
- Янівка — колишнє державне й власницьке село при річці Вздвиж за 13 верст від повітового міста, 1125 осіб, 185 дворів, православна церква, 3 постоялих будинки, 26 вітряних млинів, крупорушка.
- Буда — колишнє державне й власницьке село при річці Вздвиж, 399 осіб, 51 двір, православна церква, 9 вітряних млинів.
- Количівка — колишнє державне й власницьке село при річці Коренівка, 632 особи, 155 дворів, православна церква, 3 постоялих будинки, 16 вітряних млинів, маслобійний завод.
- Красне — колишнє державне й власницьке село при річці Вздвиж, 761 особа, 147 дворів, православна церква, поштова станція, 2 постоялих будинки, лавка, 17 вітряних млинів.
- Ладинка — колишнє державне й власницьке село при річці Десна, 630 осіб, 117 дворів, православна церква, постоялий будинок, 3 водяних й 5 вітряних млинів.
- Лукашівка — колишнє власницьке село при річці Вздвиж, 568 осіб, 118 дворів, православна церква, 2 постоялих будинки, 20 вітряних млинів.
- Анисів — колишнє державне й власницьке село при річці Ржавець, 1178 осіб, 224 двори, православна церква, постоялий будинок, 26 вітряних млинів.
- Слобода — колишнє державне село при річці Вздвиж, 528 осіб, 97 дворів, 29 вітряних млинів.

1899 року у волості налічувалось 14 сільських громад, населення зросло до 13 422 особи (6694 чоловічої статі та 6728 — жіночої).